# ISO 3166-2
ISO 3166-2 là phần thứ hai của tiêu chuẩn ISO 3166. Nó là hệ thống mã địa lý được tạo ra để mã hóa các tên gọi của các đơn vị hành chính thuộc các quốc gia (Đơn vị hành chính quốc gia) và các vùng lãnh thổ độc lập. Mục đích chính của tiêu chuẩn này là thiết lập cách viết tắt có phạm vi toàn thế giới cho các địa điểm để sử dụng trên các tem mác đóng gói, công ten nơ, và ở những chỗ mà cách viết tắt có thể chỉ ra rõ ràng hơn vị trí của khu vực một cách thuận tiện hơn và ít nhầm lẫn hơn so với khi viết tên gọi đầy đủ của khu vực đó. Có khoảng 3.700 mã khác nhau.

## Định dạng
Các mã của ISO 3166-2 bao gồm hai phần, cách nhau bằng dấu gạnh nối. Phần đầu của nó là thành phần mã của ISO 3166-1 alpha-2, phần thứ hai là số hay chữ cái và có một, hai hoặc ba ký tự. Phần thứ hai thông thường dựa trên các tiêu chuẩn quốc gia.

## Thay đổi/Ấn hành
Các thay đổi đã được thông báo trong sáu bản tin
- ISO 3166-2:2000-06-21
- ISO 3166-2:2002-05-21
- ISO 3166-2:2002-08-20
- ISO 3166-2:2002-12-10
- ISO 3166-2:2003-09-05
- ISO 3166-2:2004-03-08

## Các danh sách mã hóa/giải mã
Để tìm mã ISO 3166-2 cho mỗi quốc gia, xem ISO 3166-1, là danh sách các quốc gia. Nếu đã biết mã quốc gia bao gồm hai chữ cái (tương tự như mã vùng internet của quốc gia) thì có thể sử dụng bảng ma trận định dạng dưới đây.
Cả hai cách đều dẫn tới các mục tương tự như ISO 3166-2:XX, trong đó XX là mã ISO 3166-1, ví dụ ISO 3166-2:AU dẫn tới danh sách mã cho Úc (Australia).

## Ma trận định dạng với liên kết tới các mã
Một số mã được phát triển bởi ISO 3166/MA, chúng là thuộc bản quyền. Một số khác đã được một số quốc gia sử dụng.
| Độ dài            | Chữ | Số | Chữ-Số                                                       |
| ----------------- | --- | --- | ------------------------------------------------------------ |
| 1 ký tự cố định   | Tự do Tự do một phần: Bản quyền ISO: Không phân loại: AR, BO, CR, EC, FJ, GM, KI, KM, LS, LU, MG, NE, RW, SL, ST, TG, TM, VE | GA, IS, AT | PA                                                           |
| 2 ký tự cố định   | Tự do: CH, US Tự do một phần: AL, ID Bản quyền ISO: Không phân loại: AE, AM, BI, BJ, BN, BR, BS, BW, BY, CA, CD, CF, CL, CM, CV, CZ, DE, DJ, ER, ET, FI, GE, GH, GN, GT, GW, GY, HN, HT, HU, IN, IT, IQ, JO, KW, LA, LB, LR, LT, LV, LY, MD, MU, MW, NA, NG, NI, NL, NP, OM, PK, PL, QA, SB, SH, SK, SN, SO, SR, SV, SY, SZ, TJ, TL, UY, UZ, WS, YE, YU, ZA, ZW | Tự do: Tự do một phần: TN Bản quyền ISO: Không phân loại: BD, BG, BH, CI, CN, CU, CY, DO, DZ, EE, GR, HR, IR, JM, JP, KR, LK, MM, MY, NO, PT, SA, SD, TR, TZ, UA, UM, VN, ZM | Tự do: FR Không phân loại: BT                                |
| 3 ký tự cố định   | Tự do: Tự do một phần: KP Bản quyền ISO: MA Không phân loại: AO, AF, BA, BE, BF, CS, FM, GB, KZ, MD, MH, MX, NZ, PE, PG, PH, TT, TW | Tự do: Tự do một phần: Bản quyền ISO: Không phân loại: DK, KE, SI, UG, VU |                                                              |
| Hỗn tạp 1,2 ký tự | Tự do: IE Tự do một phần: Bản quyền ISO: Không phân loại:không hệ thống?: ES, GQ, IL 1 cho khu vực, 2 cho thủ phủ: KG 1 cho thủ phủ, 2 cho khu hành chính: RO 1 cho quy tắc chung, 2 cho các ngoại lệ: SE | Tự do: Tự do một phần: Bản quyền ISO: Không phân loại: KH | Tự do: Tự do một phần: Bản quyền ISO: Không phân loại:TH     |
| Hỗn tạp 2,3       | Tự do: Tự do một phần: Bản quyền ISO: CO Không phân loại:?:AU, BZ, EG, TD 2 cho nước cộng hòa, 3 cho thành phố, khu vực, quận: RU 2 cho thành phố, 3 cho huyện: AZ 2 cho thủ phủ, 3 cho những đơn vị khác: ?? | | MR, MV                                                       |
| Hỗn tạp 1,3       | Tự do: Tự do một phần: Bản quyền ISO: Không phân loại:MZ | Tự do: Tự do một phần: Bản quyền ISO: Không phân loại:MN | Tự do: Tự do một phần: Bản quyền ISO: Không phân loại:ML     |
| Hỗn tạp 1,2,3     | | | Tự do: Tự do một phần: Bản quyền ISO: Không phân loại:CG, PY |

## Các chủ đề liên quan
- Đơn vị hành chính quốc gia
- Danh sách các đơn vị hành chính quốc gia
- Danh sách các thủ phủ các đơn vị hành chính quốc gia